# Millencolin
Millencolin is een punkband uit de Zweedse stad Örebro. De band werd in 1992 opgericht door Nikola Šarčević, Erik Ohlsson en Mathias Färm en is genoemd naar de skateboardtruc melancholy.

## Biografie
Nadat in 1993 de eerste demo Goofy was opgenomen en de eerste show was gespeeld, completeerde Fredrik Larzon de band; Mathias Färm verruilde het drumstel voor de gitaar. Later dat jaar werd een tweede demo, Melack, opgenomen. Deze demo werd opgestuurd naar het toen net opgerichte platenlabel Burning Heart Records. Alle daaropvolgende cd's werden eveneens door het label uitgebracht. Na de ep's Use Your Nose en Skauch volgde in 1994 de eerste cd genaamd Tiny Tunes. De naam werd in 1996 veranderd in Same Old Tunes, omdat Warner Music het te veel vond lijken op hun televisieshow Tiny Toons.
In 1995 werd de tweede cd Life on a Plate uitgebracht, die de band bekendheid buiten Zweden bracht. Een tournee met Pennywise door Duitsland volgde. Epitaph Records bracht in 1996 de cd uit in de Verenigde Staten. De derde cd, For Monkeys, verscheen in 1997, waarna de band aan een anderhalf jaar durende tournee over de hele wereld begon. Na afloop van deze tournee lasten de bandleden een rustpauze in. Tijdens deze pauze werden The Hi-8 Adventures, een verzameling van door Erik Ohlsson opgenomen videobeelden, en The Melancholy Collection, een verzameling van de eerste twee albums en B-kanten, uitgebracht.
In 1999 nam de band de vierde cd Pennybridge Pioneers op, geproduceerd door Brett Gurewitz. Pennybridge is een letterlijke vertaling van Örebro in het Engels. In 2002 volgde Home from Home, geproduceerd door Lou Giordano. Het zesde album Kingwood werd uitgebracht in 2005 en het zevende album, genaamd Machine 15, in 2008. In 2015 verscheen het achtste album True Brew, in 2019 het negende album SOS.

## Huidige bezetting
- Nikola Šarčević - zang, basgitaar
- Erik Ohlsson - gitaar
- Mathias Färm - gitaar
- Fredrik Larzon - drums

## Discografie

### Studioalbums
| Jaar | Titel                | Opmerkingen                  |
| ---- | -------------------- | ---------------------------- |
| 1994 | Same Old Tunes       | eerder bekend als Tiny Tunes |
| 1996 | Life on a Plate      |                              |
| 1997 | For Monkeys          |                              |
| 2000 | Pennybridge Pioneers |                              |
| 2002 | Home from Home       |                              |
| 2005 | Kingwood             |                              |
| 2008 | Machine 15           |                              |
| 2015 | True Brew            |                              |
| 2019 | SOS                  |                              |

### Compilatiealbums
| Jaar | Titel                     |
| ---- | ------------------------- |
| 1999 | The Melancholy Collection |
| 2012 | The Melancholy Connection |

### Soundtrackalbums
| Jaar | Titel                               |
| ---- | ----------------------------------- |
| 1999 | Millencolin and the Hi-8 Adventures |

### Ep's
| Jaar | Titel                     | Opmerkingen |
| ---- | ------------------------- | ----------- |
| 1993 | Use Your Nose             |             |
| 1994 | Skauch                    |             |
| 2001 | Millencolin/Midtown Split | splitalbum  |

### Demo's
| Jaar | Titel  |
| ---- | ------ |
| 1993 | Goofy  |
| 1993 | Melack |

## Media
Het nummer No Cigar verscheen op de soundtrack van Tony Hawk's Pro Skater 2.